# 쇼엔왕
쇼엔왕(일본어: 尚円王 상원왕[*]; 1415년 ~ 1476년 8월 17일)은 류큐왕국 제2쇼씨 왕조의 제1대 류큐 국왕(재위: 1469년 ~ 1476년)이자 제7대 류큐 국왕이다. 쇼엔왕은 제2쇼씨 왕조의 초대 왕조이다. 초명(初名)는 카네마루(金丸)이며 신호(神號)는 카나마루아지소헤스웨쯔기와우니세(金丸按司添末續之王仁子)이다.
《해동제국기》에는 명나라 성화 7년인 성종 2년 신묘(1471년) 겨울에 국왕이 자단서당(自端書堂)을 조선에 사신으로 보냈는데 자단은 류큐의 왕계에 대해서는 아래에 이렇게 적혀있다.

## 개요
"상파지(尙巴志) 이상은 알 수 없으되, 상(尙)은 성(姓), 파지(巴志)는 호이고, 이름은 억재(億載)이며, 상금복현(尙金福見)의 이름은 김황성(金皇聖)이요, 상태구(尙泰久)의 이름은 진물(眞物)이요, 상덕(尙德)의 이름은 대가(大家)인데, 형제가 없습니다. 지금 왕의 이름은 중화(中和)이고, 아직 호는 없는데, 나이 16세에 종성단봉전주(宗姓丹峯殿主)의 딸에게 장가들었습니다. 왕의 아우의 이름은 어사(於思)인데, 나이 13세이고, 다음 아우의 이름은 절계(截溪)인데 나이 10세입니다. 국왕이 거주하는 지명이 중산(中山)이므로 중산왕(中山王)이라 일컬었습니다."라고 전하고 있다.— 신숙주, 《해동제국기》

## 가족
- 아버지: 쇼쇼쿠(尚稷)
- 어머니: 스이운(瑞雲)
- 왕비: 요소에오오미오마에가나시 겟코 (世添大美御前加那志 月光, 아명은 오기야카 宇喜也嘉)
- 자녀:
  - 장남: 쇼신왕
  - 장녀: 키코에오오기미가나시 쇼씨 게쯔세이(聞得大君加那志 尚氏月清, 아명은 오토치토노모가네 音智殿茂金)